# A7-es autópálya (Németország)
Az A7 (németül: Bundesautobahn 7, vagy röviden BAB 7) a leghosszabb német autópálya és Európa második leghosszabb összefüggő nemzeti  autópályája, 962,2 km-es hosszával. Északon a dán határtól kezdődik, az E45 dán szakaszának folytatásaként. Délen az autópálya az osztrák határnál ér véget. Észak–déli tengelyként fut végig az országon.